# Lista z Abydos

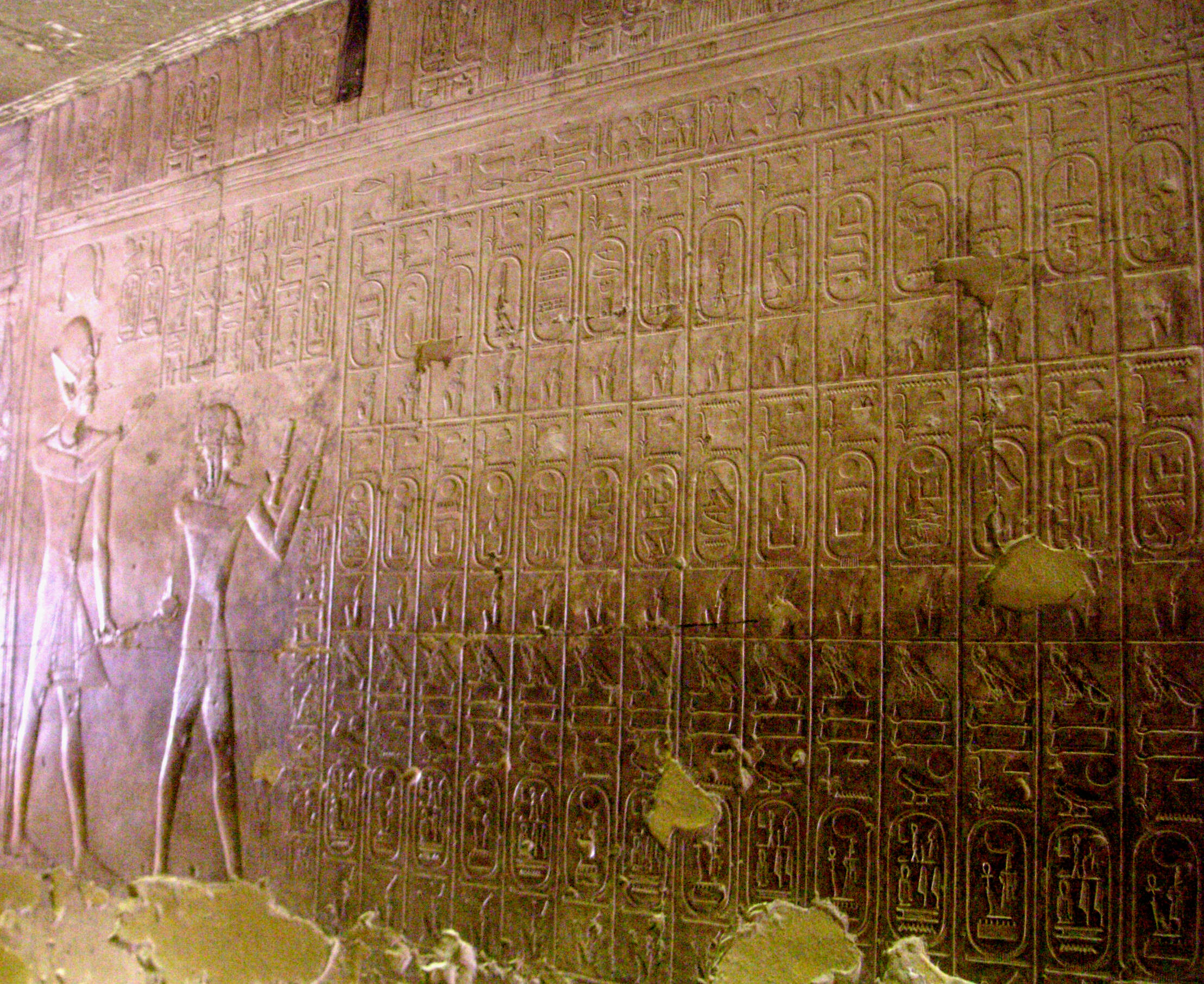
Lista z Abydos

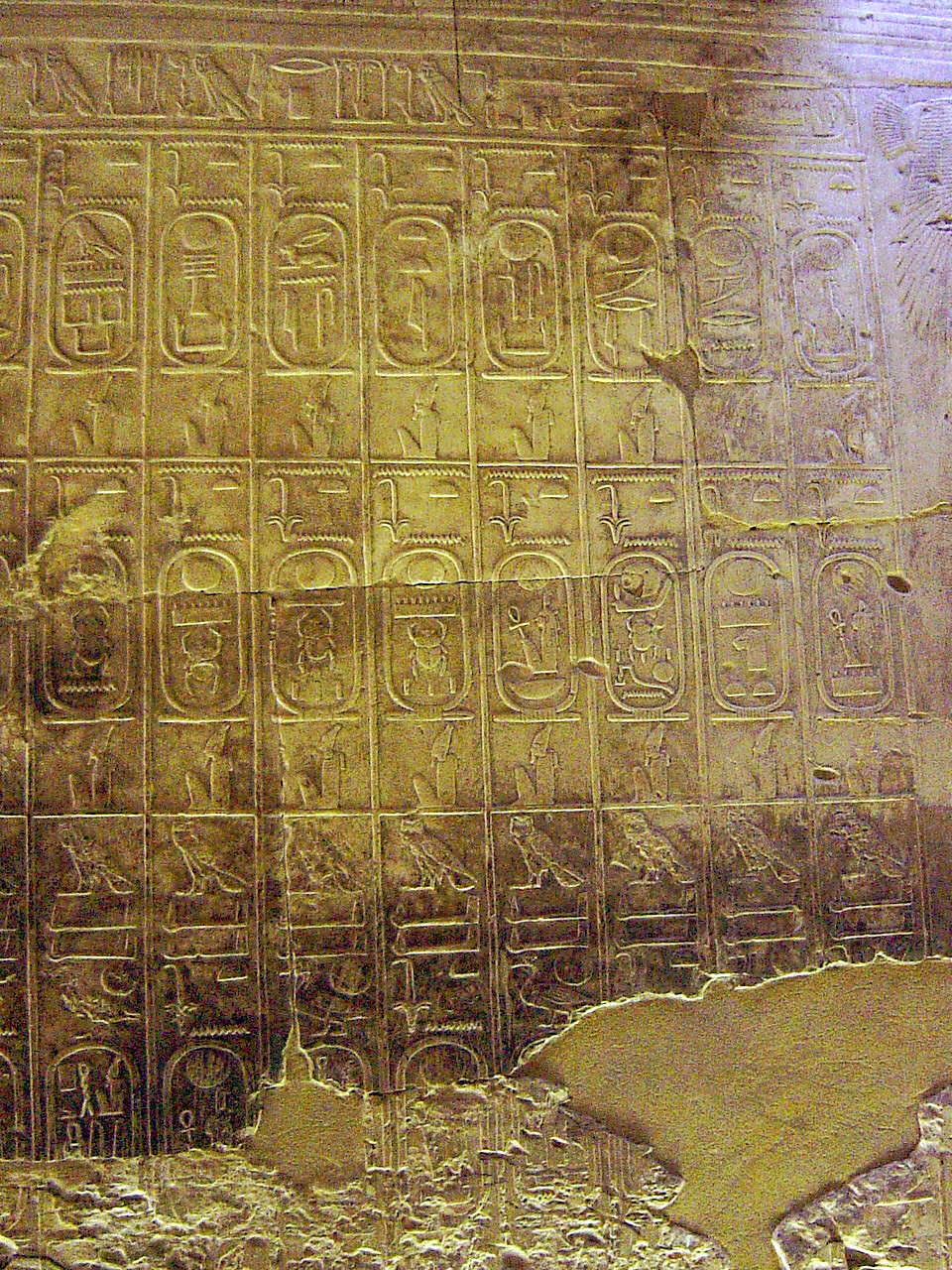
Inny fragment Listy

Lista z Abydos (Lista Królów z Abydos) – spis władców starożytnego Egiptu w postaci reliefu umieszczonego na ścianie świątyni grobowej Setiego I w Abydos.
Przedstawia Setiego i jego najstarszego syna, Ramzesa II, składającego ofiary przodkom wyliczonym imiennie. Imiona 76 władców wpisano w kartusze i ułożono chronologicznie, począwszy od Menesa aż do Setiego I. Nie uwzględniono władców z Pierwszego i Drugiego Okresu Przejściowego oraz władców amarneńskich. Zestaw ten daje obraz tradycji górnoegipskiej.
Kopia tej listy, znana od 1818 r., została wykonana w Ramesseum za panowania Ramzesa II i obecnie znajduje się w Muzeum Brytyjskim w Londynie. Zawiera tylko 29 imion, gdyż jest znacząco uszkodzona.